# Antic Museu del Suro de Palafrugell
l'Antic Museu del Suro de Palafrugell és una obra racionalista de Palafrugell (Baix Empordà) inclosa a l'Inventari del Patrimoni Arquitectònic de Catalunya.

## Descripció
Edifici civil, al carrer de la Tarongeta, cantonada carrer de la Garriga; façanes a ambdós vials amb entrada al primer. Es de dues plantes amb terrassa superior on hi ha un petit àtic per als serveis. La distribució interior se centra en un espai que conté l'escala i des del qual s'accedeix, en ambdós pisos, a les diverses i àmplies aules que disposen de bona il·luminació natural gràcies als grans finestrals correguts -en grups de dos, tres i cinc forats- en ambdós pisos i per les dues façanes incloent el cantó, arrodonit. Les obertures són exteriorment emmarcades amb prominent motllurat d'elements pre-fabricats. A la façana principal hi és molt remarcada la crugia central, també amb ressalts verticals i horitzontals del mateix material, on hi ha l'escala i pòrtic d'entrada amb tres arcades de mig punt sobre columnes cilíndriques d'obra i enlluïdes; a la planta superior dos petits balcons semicirculars als extrems de les obertures, completen suggerent composició d'aquest conjunt.

## Història
L'Escola D'Arts i Indústries municipal de Palafrugell es creà el 1913, més tard s'hi impartiren també classes d'idiomes; tot primer instal·lada al segon pis de la Casa de la Vila. Contribuí, sobretot, a formar bons professionals dels diferents oficis. La idea popular d'ampliar l'escola convertint-la en Casa de Cultura amb biblioteca pública, sorgí el 1927. El 1930 l'industrial surer Joan Miquel cedí els diners per adquirir el solar on es bastiria el nou edifici que jo encomanà a l'arquitecte E.Blanch, projecte aprovat el 1931. S'hi posà la primera pedra l'abril del 1932 durant la celebració de la proclamació de la República, essent batlle Josep Sagrera. Les ober s'acabaren a finals del 1934 i l'escola hi funcionà des del gener del 1935 juntament amb la nova Biblioteca dins la xarxa de la Generalitat. El primer director de l'escola havia estat, des del 1913 al 1917, Joan B.Coromina -de qui parla J.Pla al "Quadern Gris"-; després ho fou el dibuixant local Lluís Medir i Jofra fins a la seva mort ben entrada la postguerra; ambdós deixaren un gran record. Després de la guerra només les classes de dibuix de Medir mantingueren l'antic caliu; quan aquest professor desaparegué l'escola s'anà extingint dins la més absoluta mediocritat. Hi restà en funcionament la Biblioteca que als anys 60 passà a la nova Casa de Cultura. Des del 1973 al 1984 l'edifici ha albergat una Escola de Formació Professional per a la qual s'ha construït recentment un nou estatge.
Actualment hom està preparant el trasllat a aquest immoble del Museu-Arxiu de Palafrugell, fins ara instal·lat provisionalment (hi serà creat el Museu del Suro), segons acord entre l'Ajuntament local i el Dep. De Cultura de la Generalitat.